# Josef Čižmář
PhMr. Josef Čižmář (19. dubna 1868 Vizovice – 22. prosince 1965 Brno) byl český lékárník, historik, folklorista a vlastivědný pracovník.

## Život
Byl historický a vlastivědný pracovník, národopisec a znalec regionálních dějin oblasti Vizovicka. Věnoval se problematice lidového lékařství, pověr a zvyklostí. Zasloužil se o vznik Krajinského muzejního spolku ve Vizovicích. Je autorem mnoha článků v časopisech a několika knih. 19. 4. 1933, u příležitosti 65. narozenin, mu bylo uděleno čestné občanství města Vizovice. Městská knihovna ve Vizovicích nese jeho jméno.

## Dílo
- Čáry a pověry lidu moravsko-slovenského : částečně ve Vyzovicích na Moravě, částečně v okolí Nového Města nad Váhem (1895)
- Dějiny a paměti města Vizovice (1933)
- Národopisné a životopisné paměti Vizovic (1938)
- Lidové lékařství v Československu I-II (1946)